# Klaus Fleming
Klaus Fleming (1535-1597) va ser un noble finlandès, administrador dels reis suecs.
El 1591 Klaus Fleming va ser nomenat Comandant en Cap de l'exèrcit i l'armada de Finlàndia i Suècia. Se'l va anomenar Mariscal de Camp i Almirall Imperial. Com a Governador de Finlàndia i Estònia portava les obligacions de l'alta autoritat de Finlàndia i Estònia per al regne suec, pròxim al Rei de Suècia.
El pare Fleming - net de Björn Ragvaldsson - va ser Conseller d'Estat, Eerik Fleming (1487-1548), també un home notable i favorit del Rei Gustav Vasa.